# Operationella utsläpp
Operationella utsläpp innebär att ett fartyg medvetet spolar tankar och maskinrum till havs eller på annat sätt gör sig av med oljeförorenat vatten. Detta sker oftast för att slippa de extra kostnader som uppstår när fartyget måste betala hamnen för att hamnen ska ta hand om det oljeförorenade vattnet. Detta är fullt tillåtet enligt internationella sjöfartsregler om utsläppet sker mer än 12 nautiska mil från land och upp till en koncentration av 15 ppm olja i vatten.